# Ingatlanárindex
Az ingatlanárindex (vagy szűkebb értelemben véve a lakásárindex) a lakosság által vásárolt ingatlanok (új építésű vagy nem új építésű lakások) árában bekövetkezett változásokat méri. Erre az inflációs merőszámra az Európai Unió működéséről szóló szerződés 140. cikkében megfogalmazott feladatai ellátásához van szüksége az Európai Bizottságnak és az Európai Központi Banknak.
A harmonizált fogyasztói árindexet és a lakásárindexet az egész Európai Unióban azonos módon kell kiszámítani, amelyet egy európai parlamenti és tanácsi rendelet szabályoz.

## Adatgyűjtés
Kanadában, az Amerikai Egyesült Államokban és több más európai országban a lakóingatlanok árait vagy a nemzeti statisztikai hivatal, vagy más államigazgatási szervezet gyűjti, figyeli. A lakóingatlanok árának figyelése legtöbbször az adóhivatalok hatásköre: így van ez a skandináv országokban, Litvániában, Szlovéniában, Hongkongban és az Egyesült Királyságban. Németországban a német statisztikai hivatal gyűjti a lakóingatlanok árait. Franciaországban és Spanyolországban a közjegyzők kötelező adatszolgáltatása alapján szintén a statisztikai hivatal készít lakásárindexet.
Az árinformációkat a legtöbb európai országban az ingatlanközvetítők, vagyonkezelő cégek és különböző kutatóintézetek szolgáltatják. De vannak országok, ahol sajtótermékek ingatlanhirdetéseiből gyűjtik az ingatlanok árinformációit. Ilyen Málta, Magyarország (az Origo adatbázisa), Ausztria (Austria Immobilienbörse adatbázisa).
A központilag készített lakásárindex mellett az Egyesült Királyságban a Lakáshitelezők Szövetsége (Council of
Mortgage Lenders) állít elő több évtizedre visszamenően lakásárindexet. Németországban a Földhitel- és Jelzálogbankok Szövetsége (Verband deutscher Pfandbriefbanken), a tagbankjainak adatszolgáltatását használva, állít össze tradicionálisan lakásárindexet.
Magyarországon 1998 első negyedévétől kezdve számít lakásárindexet az FHB Bank negyedéves bontásban.

## Számítási módszerek
A statisztikai irodalom négy alapvető módszert ajánl az ingatlanok árindexének kiszámítására.

### Rétegmintás módszer (stratification methods)
A rétegmintás módszer lényege, hogy a teljes mintát részmintákra, rétegekre (strata) bontja. Ezt követően a központi tendenciáknak megfelelően minden egyes rétegre kiszámítja a változásokat, a rétegárindexek középértékét vagy mediánját. A gyakorlatban az aggregált, rétegekhez igazított (mix-adjusted) sajátlakás-árindex az összes rétegre számított rétegárindexek súlyozott átlaga.
A gyakorlatban {\displaystyle M} különböző rétegű mintának a rétegekhez igazított árindexe a következő képlettel számítható:
{\displaystyle P^{0t}=\sum _{m=1}^{M}{W_{m}^{0}*P_{m}^{0t}}},
ahol az {\displaystyle m}-edik réteg rétegárindexe, {\displaystyle P_{m}^{0t}} összehasonlítja a {\displaystyle t} aktuális periódus árának középértékét vagy mediánját az {\displaystyle 0} korábbi vagy bázisperiódus árának középértékével vagy mediánjával, és a {\displaystyle W_{m}^{0}} az {\displaystyle m}-edik réteg súlya a mintában. A súlyok az adott rétegre vonatkoztatott becsült értékek. Általában egy konkrét súlyozást csak egyéves bázisperiódusban használnak, de előfordul, hogy a súlyokat több éven keresztül is változatlanul tartják.
Az ingatlanok jellemzői (alapterület, telek nagyság, építési mód, hely, közlekedési kapcsolatok stb.) alapján nagyon finom rétegzésre is lehetőség van. Ezzel növelhető a minta homogenitása, csökkenthető a réteghez igazítás problémája. Azonban a rétegek számának növelésének arányában csökken egyes rétegekben a mintavételi lehetőségek száma is. Á nagyon részletes rétegelés a sajátlakás-árindex standard hibájának a növekedésével jár.
Finom rétegzési eljárás csak akkor dolgozható ki, ha az egy-egy réteget meghatározó összes jellemző a minta teljes állományára értelmezhető. Másik gyakorlati probléma, hogy nagyon kicsi alcsoportok esetén nehéz hozzájutni megbízható árinformációkhoz.
A különböző indexszám-számítási módszerek közül, általánosan elfogadott módszertan szerint, amikor a mintavételezésre a rétegmintás módszert használják, a sajátlakás-árindexet az elemi árakból a Fisher ideális árindex formula alapján számolják. A Fisher-index a Laspeyres- és a Paasche-index mértani közepe.

#### Előnyei
- A rétegző (rétegezést meghatározó) változótól függően a módszer jól illeszthető a lakóingatlanok összetételéhez és az összetétel változásaihoz.
- A módszer a rétegző változók megállapodás szerinti listája alapján reprodukálható.
- Lakásárindex különböző típusú és különböző elhelyezkedésű lakóingatlanokra egyaránt képezhető.
- Viszonylag egyszerűen megérthető és megértethető.

#### Hátrányai
- A módszer nem képes adekvát módon kezelni a lakóingatlanok értékcsökkenését (kivéve, ha az épület életkora a rétegző változó).
- A módszer nem képes adekvát módon kezelni a lakóingatlanokat, ha azok nagyarányú átalakításon, renováláson estek át (kivéve, ha a renoválás ténye a rétegző változó).
- A módszer alkalmazásához szükség van minden lakás adataira, hogy azt a megfelelő réteghez lehessen besorolni.
- Amennyiben a besorolási eljárás nem kellően finom, az összeállításában történő változtatások hatással vannak a indexre, torzíthatják az indexértéket.
- Amennyiben a besorolási eljárás túlzottan finom, az egyes cellák vagy nagyon kis számú mintával rendelkeznek, vagy akár üresek is lehetnek, ez az index számításakor szintén nehézségeket indukál.

### Többszöri eladások módszere (repeat sales method)
A többszöri eladások módszere a réteghez igazítás problémájának a megoldását a mintavételi periódus alatt többször piacra kerülő ingatlanok összehasonlításával igyekszik feloldani. Az összevetést többször piacra került ingatlanok árának vizsgálatára korlátozza így biztosítja, hogy a figyelembe vett lakások, házak minősége ne befolyásolja a kiszámított indexet. A módszer regressziós modellen alapul. Az összegyűjtött ismételt eladási adatok minden vizsgálati periódusra érvényesek. Hátránya az eljárásnak, hogy amennyiben új periódust adunk a mintához, a teljes modellt újra kell számolni, és a korábban becsült lakásárindexek is módosulnak.
Előnye a modellnek, hogy mivel a vizsgált ingatlanok konkrét címekhez kapcsolódnak, az ingatlanárak egyik legfontosabb összetevője, az ingatlan helye, állandónak tekinthető.
Mivel az ingatlanok újra eladásának csekély a gyakorisága, közvetlenül a lakásárindexek számítására a hagyományos indexszám-formuláknak nem megfelelő a hatásfokuk, ezért sztochasztikus modellt vesznek alapul. Ez a modell „megmagyarázza” a többszörösen eladott házak, lakások árait. A lakásárindex kiszámítására az adott mintavételi periódusban rendelkezésre álló árakkal az így felállított regressziós modellt használják. Gyakran további adatokat is generálnak Monte-Carlo-módszert alkalmazva. A gyakorlati alkalmazásokban a nagyon gyakran tulajdonost cserélő ingatlanokat és alkalmanként csak nagyon hosszú periódus után újra eladott ingatlanokat kizárják az ismételt eladásos regresszióból. Ezekről feltételezhető, hogy valamilyen okból atipikusak és torzítanák az árindexet.
Az eljárást  az Egyesült Államokban magán ingatlanközvetítő cégek és lakáshitel-szolgáltatók adatait felhasználva 1927-től alkalmazzák. A Szövetségi Lakásfinanszírozási Ügynökség (Federal Housing Finance Agency) az ismételt eladások módosított módszerével állítja össze negyedéves családiház-árindexét. Az Egyesült Királyságban és Hollandiában az ingatlannyilvántartások tartalmazzák a szükséges információkat, ezért ezekben az országokban a lakásárindexek számítására az ingatlannyilvántartás adatait használják.

#### Előnyei
- A többszöri eladások módszere eredeti formájában nem igényel semmilyen más jellemzőt, mint az adott periódusokban többször tulajdonost cserélő lakóingatlanok címeit. Ez az ingatlannyilvántartásból könnyen beszerezhető.
- A regressziós eljárást könnyű lefuttatni és az árindexeket összeállítani.
- Mivel az lakóingatlanok szerkezete, elhelyezkedése automatikusan ellenőrzött, a módszer megbízhatósága nem vitatható.
- Amennyiben az eljárás pontosan van megfogalmazva, az eredmények reprodukálhatók.

#### Hátrányai
- Az eljárás hatékonysága nagyon alacsony. Nem veszi figyelembe az összes elérhető eladási árat, kizárólag a mintavételi periódusban többször gazdát cserélő ingatlanok árait használja fel.
- Az alapeljárás figyelmen kívül hagyja a lakások értékcsökkenését.
- A nagyon gyakran gazdát cserélő ingatlanok torzíthatják az árakat.
- A módszer nem teszi lehetővé a lakóingatlanok és a telkek értékének, árindexének szétválasztását.
- Ha a piacon lévő lakóingatlanok nagyon finom osztályozására van szükség, a módszer nem használható. Például havi vagy negyedéves lakásárindexek számításához, mivel ritkán áll rendelkezésre kellő mennyiségű tranzakció.

### Hedonikus módszer (hedonic regression methods)
Az ismételt eladások módszerének további hátránya, hogy a mintában szereplő házak minőségváltózását nem követi, akár lényeges átalakításról, felújításról, akár az értékcsökkenésről van szó. A hedonikus regressziós módszer lehetővé teszi ilyen és hasonló minőségi változatozások figyelembevételét is.
Ez a módszer az árindex kiszámítására az ingatlan fontos minőségi jellemzőit leíró információkat használja, regressziószámítási módszert alkalmazva. Az eljárás azon az elméleti megfontoláson alapul, hogy a lakások értéke voltaképpen felbontható az egyes tulajdonságaik értékeire. Ezekkel a jellemzők biztosítják a számítások pontosságát.
A kiinduló feltételezés, hogy az {\displaystyle n}-edik ingatlan {\displaystyle t} időperiódusban vett ára {\displaystyle p_{n}^{t}} egy függvény, amelyik rögzített {\displaystyle K} számú tulajdonságtól (nagyság, típus, elhelyezkedés stb.) függ, és ezek a tulajdonságok a {\displaystyle z_{nk}^{t}} mennyiségekkel mérhetők, a {\displaystyle \beta _{k}^{t}} együtthatók pedig a tulajdonságok árnyékárai minden vizsgált {\displaystyle T+1} periódusban a „{\displaystyle 0}” bázis periódustól kezdve. A függvény képletében szereplő {\displaystyle \epsilon _{n}^{t}} a mérés hibája.
Ahhoz, hogy a standard regressziós technikák jól használhatók legyenek, az egyenletet parametrikus modellként írják fel:
Alapváltozat a lineáris modell. Ingatlanok árindexének a számításakor ennek a használata javasolható, mivel az ár két fő összetevője a ház értéke és a telek értéke, amelyen a ház áll. Ha az ingatlan árának ezek az összetevői külön-külön nem ismertek, akkor a log-lineáris modellt alkalmazzák.
{\displaystyle p_{n}^{t}=\beta _{0}^{t}+\sum _{k=1}^{K}{\beta _{k}^{t}z_{nk}^{t}}+\epsilon _{n}^{t}}
Ingatlanok árindexének a számításakor ennek a használata javasolható, mivel a ház értéke és a telek értéke, amelyen a ház áll, az ár két fő összetevője. Ha az ingatlan árának ezek az összetevői külön-külön nem ismertek, akkor a log-lineáris modellt alkalmazzák.
{\displaystyle \ln {p_{n}^{t}}=\beta _{0}^{t}+\sum _{k=1}^{K}{\beta _{k}^{t}z_{nk}^{t}}+\epsilon _{n}^{t}}
A fenti hedonikus modellek paramétereit minden időperiódus mintájából statisztikai becsléselméleti megfontolások alapján a legkisebb négyzetek módszerével számolhatjuk.
A hedonikus lakásárindex kiszámítására különböző eljárások használatosak.
- Egyik az „év-dummy” eljárás[6] (time dummy variable method). Az eljárás általában egy regressziós függvényt használ „év-dummyk”-kal,[7] és a számításba bevont tulajdonságok együtthatóit minden számított periódusban rögzíti. Valahányszor egy új árindexet számítunk, ismételten le kell futtatni a regressziószámítást. E miatt a tulajdonsága miatt inkább kutatásokban használják; az ingatlanközvetítő cégek, hitelintézetek körében kevésbé népszerű.

{\displaystyle \ln {p_{n}^{t}}=\beta _{0}+\sum _{\tau =1}^{T}{\delta ^{\tau }D_{n}^{\tau }}+\sum _{k=1}^{K}{\beta _{k}z_{nk}^{t}}+\epsilon _{n}^{t}}
Ahol az „év-dummy” paraméterek {\displaystyle D_{n}^{\tau }} értéke egyenlő {\displaystyle 1}, ha a paraméter létezik a vizsgált {\displaystyle \tau } és a bázis {\displaystyle 0} periódusban és egyenlő 0, ha nem. Minden olyan paramétert, amelyik a bázis periódusban nem volt mérhető, figyelmen kívül hagy a módszer.
Mivel az ingatlan helye az ár egyik legfontosabb összetevője, 2010-től egyre több kutató a térfüggőséget térstatisztikai módszereket (Spatial dependence) alkalmazva illeszti be a regresszióba
- Másik a „behelyettesítő” eljárás (hedonic imputation method). Ennek az eljárásnak a neve onnan származik, hogy használatakor a hedonikus regressziós modellbe minden olyan időperiódusban, ahol hiányzik a bázis időszakban eladott lakóingatlan ára, a hedonikus egyenlet által jósolt árak kerülnek behelyettesítésre.

Az hagyományos indexszám számítási eljárások alkalmazását a lakásárindex-számításokban megnehezíti, hogy a t periódusban eladott lakóingatlanok ára a 0 bázis periódusban „hiányozhat” mivel azok, vagy azoknak jelentős része nem került ismételten piacra. Ezért, hogy a standard indexszám képletek alkalmazhatók legyenek, a „hiányzó árakat” be kell illeszteni a számításokba. A hedonikus behelyettesítő eljárással számított árindexek, minden egyes időperiódusra, rögzített jellemzők alapján hedonikus regresszióval becsült árakat tartalmaznak.
Az alkalmazott számítási módszerek szerint beszélhetünk aritmetikai behelyettesítő hedonikus lakásárindexről, geometriai behelyettesítő hedonikus lakásárindexről és rétegmintás behelyettesítő hedonikus árindexről. Ha csak a bázis periódus árainál használunk becsült értékeket, és a megfigyelt időperiódus árait változatlanul hagyjuk, szimpla behelyettesítő indexről beszélünk. Gyakoribb a dupla behelyettesítő eljárás, ahol a megfigyelt árakat helyettesítjük a becsült értékekkel. Az indexszámszámításra bármelyik hagyományos módszer (Laspeyres-index, Paasche-index, Fisher-index) alkalmazható.
Például a Laspeyres indexszám képletet alkalmazó szimpla aritmetikai behelyettesítő lakásárindex képlete a következő:
{\displaystyle p^{0t}={\frac {\sum _{n=S(0)}[\beta _{0}^{t}+\sum _{k=1}^{K}{\beta _{k}^{t}z_{nk}^{0}}]}{\sum _{n=S(0)}{p_{n}^{0}}}}}
behelyettesítésre a bázis periódus {\displaystyle S(0)} mintájában szereplő tulajdonságok {\displaystyle t} periódusban mért értékei kerülnek.

#### Előnyei
- Egyes ingatlanok esetén, ha a rendelkezésre álló jellemzők a lakóingatlanokat a kellő részletességgel meghatározzák, a hedonikus módszer megfelelően követi a minta időbeni és minőségbeli változását.
- Megfelelően összeállított (rétegezett) mintákkal külön árindex számítható különböző egymástól eltérő építményekre és helyszínekre.
- A hedonikus módszer az aktuálisan rendelkezésre álló adatok felhasználásának a legeffektívebb módszere.

#### Hátrányai
- A helyszínek megfelelő értékelése nehézségekbe ütközhet, ha az ingatlanárak és az árak trendjei egy területen belül lényegesen eltérőek. Ezen a problémán rétegezett hedonikus regresszióval lehet segíteni.
- Az eljárás nagyon adatigényes, alkalmazása relatív drága, ismerni kell az ingatlanok minden releváns tulajdonságának az adatát.
- A modellbe bevont jellemzők különböző halmazának megfelelően az eljárás alapvetően reprodukálható. A funkcionalitásoknak, a függő változók lehetséges transzformációinak és a véletlenszerű specifikációknak megfelelően eltérő választások tehetők, és ez az általános árváltozások becslésében különböző eredményekhez vezethet. Hogy ezt elkerüljük, nagyon sok metaadatra lehet szükségünk.
- Bár a hedonikus módszer alapötlete azonnal érthető, egy felhasználó számára a technikai kivitelezésének megmagyarázása annál bonyolultabb.

### Értékbecslésenalapuló módszer (assessment-based methods)
A fogyasztói árindex számításánál alkalmazott „egymásnak tökéletesen megfelelő termékek összehasonlítása elv”et (matched model method) a lakásárindexek számításakor az ismételten piacra kerülő ingatlanok alacsony száma miatt nem lehet alkalmazni. Az ezzel kapcsolatos torzító tényezőkről már az ismételt eladások módszerének ismertetésekor volt szó.
Vannak országok, ahol elérhetők az ingatlanadó összegének megállapítására szolgáló becslések. Ezek használhatók az eladási árak, vagy általánosabban fogalmazva a piaci értékek meghatározására is.
Azokban az országokban, ahol az ingatlanok értékbecslései az adóhivatalnál hosszabb idő óta rendelkezésre állnak és elérhetők, a mért piaci árak kiegészítésére az adóhivatal értékbecslését használták, hogy kizárják a becslések pontatlanságából eredő torzításokat.
Ha a különböző időperiódusokban a többszöri eladás módszerét alkalmazzuk, és mint „árral” az ingatlanadó alapjául szolgáló becsértékkel számolunk, egy „pszeudo” árból számított pszeudó lakásárindexet kapunk. Egy értékelési periódusban vagy referencia dátumra, az adó értékének megalapítására szolgáló becsült ár minden ingatlanra ismert, lehetőség van az „egymásnak tökéletesen megfelelő termékek” összehasonlításának az elvét alkalmazni. Az ismert eladási áraknak és az ingatlanok adómegállapítás célját szolgáló becsült árának az összevetéséből normalizálással előállíthatjuk a számításokhoz szükséges valós árakat.
Az így alkalmazott konvencionális összehasonlításon alapuló indexszámformulák leegyszerűsítik a lakásárindexek számítását. Az indexek becslésénél vagy a vizsgált tulajdonságok változásainál nincs szükség ekonometrikus technikákra, mint a hedonikus vagy többszöri eladásos módszereknél. Ezt az indexet „értékelésen alapuló származtatott rátá”-nak (Sale Price Appraisal Ration – SPAR) nevezik.
A {\displaystyle 0} bázis periódustól kezdve rendelkezésünkre állnak minden {\displaystyle t(t=1,...T)} periódusra az eladott lakóingatlanok  tulajdonságainak a mintái. Ezeknek a mintáknak a halmazát jelöljük {\displaystyle S(0)}-al illetve {\displaystyle S(t)}-vel. A minta elemeinek az eladási árát minden periódusban ismerjük: az {\displaystyle n}-ik ingatlan ára a {\displaystyle t} periódusban {\displaystyle p_{n}^{t}}.
Bázis periódusnak tekintve az ingatlanbecslés idejét, az {\displaystyle n}-ik ingatlan becsült értéke {\displaystyle a_{n}^{0}}. Tehát minden {\displaystyle t} periódusban az {\displaystyle S(t)} minta elemeire ismerjük az eladási árat és a becsült értéket is. Minden {\displaystyle n\in {S(t)}} ingatlanra megadható az eladási ár és a becsült ár hányadosa {\displaystyle {\frac {p_{n}^{t}}{a_{n}^{0}}}}. A becslésen alapuló aritmetikai lakásárindex képlete a Paasche indexszám képletből kiindulva a következő: {\displaystyle p^{0t}={\frac {\sum _{n=S(t)}1{p_{n}^{t}}}{\sum _{n=S(t)}1{a_{n}^{0}}}}=\sum _{n=S(t)}{w_{n}^{0}}(t)({\frac {p_{n}^{t}}{a_{n}^{0}}})}

#### Előnyei
- A hagyományos indexszám-számítási módszerek jól használhatók, mivel a SPAR módszer megfelel a „tökéletesen megfelelő termékek összehasonlítása” elvének.
- Könnyen számolható.
- Az ingatlanállomány jellemző tulajdonságainak ismeretére nincs szükség. Kizárólag az eladási árak és az adómegállapítás árbecslései szükségesek. Ezek az adatok sok országban elérhetők az ingatlannyilvántartásból vagy az adóhivatali nyilvántartásából.
- A mintaválasztás torzító hatásai kisebbek. Ez a módszer lényegesen nagyobb adatállományt használ, mint az ismételt eladás módszere.
- A módszer jól reprodukálható.

#### Hátrányai
- A módszer alkalmatlan a lakóegységek minőségi változásainak (felújítás, renoválás, értékcsökkenés stb.) figyelembevételére.
- A módszer a bázis periódus árbecslésének a minőségétől függ, ennek hatása nem mindig követhető.
- A kapott ingatlanárindex nem megbontható, azaz külön-külön nem követhetők a felépítmények és a telkek árváltozásai.